# Joseph Castillón
Joseph Castillón y Salas o José de Castillón y Salas (Ponzano, ¿? - Huesca, 10 de noviembre de 1814) fue un religioso español del siglo XVIII.

## Biografía
Natural de Ponzano, era hijo de José de Castillón, infanzón y diputado, y Brígida Salas. Joseph fue el tercer de cuatro hermanos. Su familia es por ello considerada acomodada. Uno de sus hermanos, Jerónimo fue también religioso y llegaría a ser obispo. Joseph estudió en el colegio de San Vicente de la universidad de Huesca, alcanzando el título de doctor y siendo catedrático de decretales. En los años siguientes fue vicario general y gobernador de la diócesis de Barbastro y capellán militar.
En 1792 fue elegido abad del monasterio de Montearagón, con jurisdicción eclesiástica y señorial sobre varias localidades cercanas a Huesca. Es el último abad mencionado en la relación de Ramón de Huesca, historiador que fue monje en el monasterio durante el gobierno de Castillón. Historiadores más modernos han continuado la historia del monasterio y registran que a su llegada el claustro había quedado reducido a apenas dos canónigos durante su gobierno, constando bajo la gestión de Joseph nuevas normativas para admitir más cofrades.
Falleció en Huesca en 1814 durante una visita a su hermano Jerónimo.